# Vučkovec

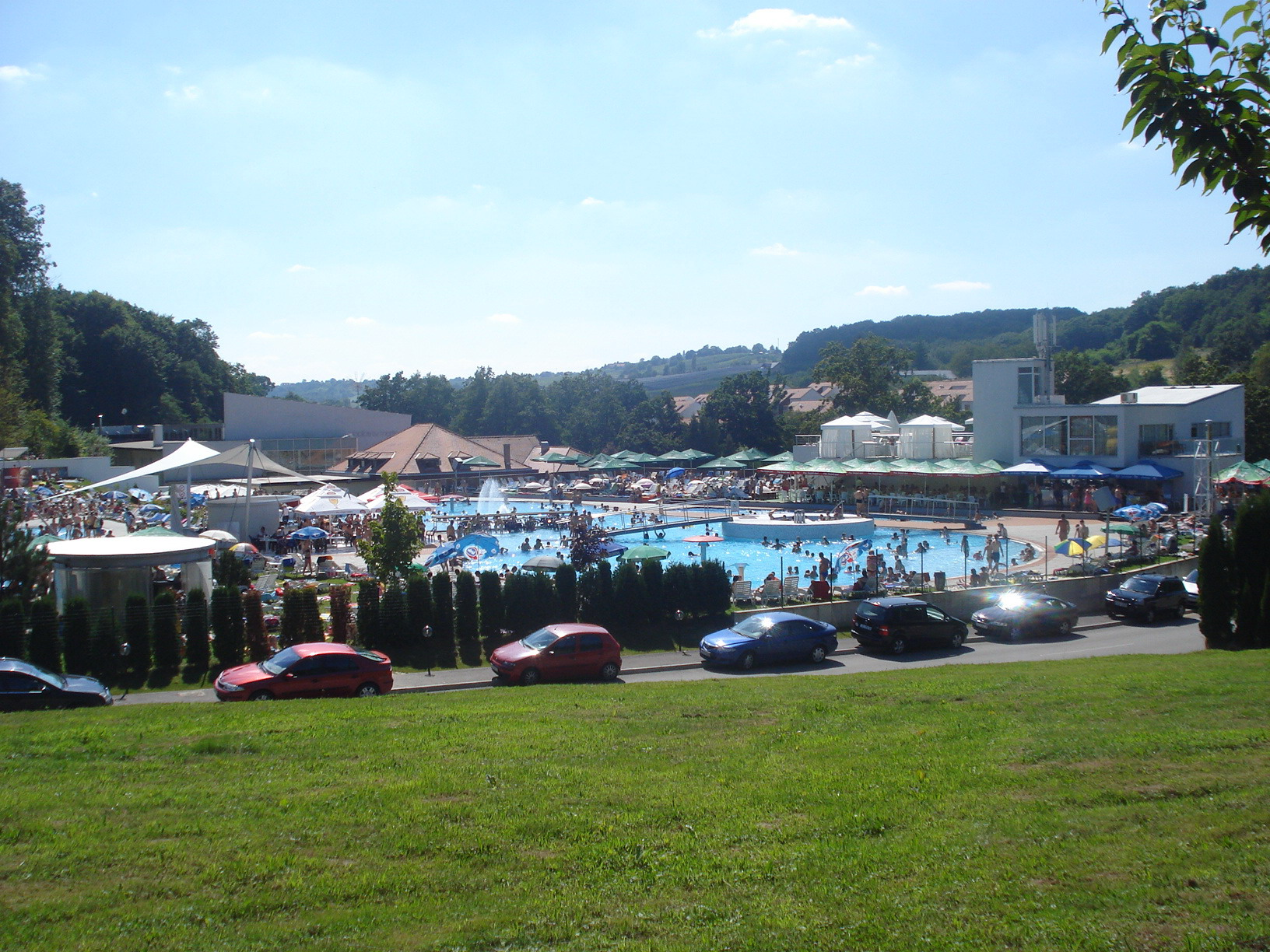
Vučkovec - Nordseite

Vučkovec (deutsch Wutschkowetz) ist eine Lokalität mit einer Thermalquelle. Diese befindet sich in Međimurje, der nördlichsten Gespanschaft Kroatiens. Sie ist für ihre Warm-, Mineral- und Heilwasser seit fast ein Jahrhundert bekannt. 

## Geschichte
Gelegen in dem oberen, hügeligen Teil der Gespanschaft, ein Paar Kilometer südlich vom Gemeindesitz Sveti Martin na Muri (Sankt Martin an der Mur) entfernt, die Thermalquelle wurde vor dem Ersten Weltkrieg, während der Tiefbohrungen für Erdölaufsuchen, aufgefunden. Die Wassertemperatur erreichte 33 °C – 34 °C, mit starken balneologischen Eigenschaften, hohen mineralischen Zusammensetzung und Vorhandensein von Kohlendioxid.
In den dreißiger Jahren des vorigen Jahrhunderts wurde das erste Schwimmbecken gebaut, als der Eigentümer war Josip Kraljić, ein Geschäftsmann aus Čakovec. Als das Wasser aus der Quelle auch zum Trinken geeignet war, wurde es flaschiert und als Mineralquelle „Vučkovec“ von Međimurje bis zum Anfang des Zweiten Weltkrieges bekannt. Nach dem Krieg wurde die Anlage nationalisiert und durch die lokale touristische Unternehmung „Union“ unter dem Namen „Toplice Vučkovec“ (Thermalbad Vučkovec) geführt. 

## Heutige Situation
Nach der Selbstständigkeit Kroatiens wurde die Lokalität 1996 durch die Firma „Modeks“ AG aus Mursko Središće übernommen und renoviert. Neue Schwimmbecken, Erholungsanlagen, Umkleideräume, Parkplätze, ein Restaurant und andere begleitende Anlagen wurden gebaut. 2003 kam ein neuer Inhaber, die Firma „Toplice Sveti Martin“ AG, die investierte viel in die Entwicklung und Erweiterung der Kapazitäten (neues Hallenbad, neues Hotel „Spa Golfer“, Saunen, Solarien, Golfplätze, Einrichtungen für Kongresstourismus usw.).
In der Nähe der Thermalquelle befindet sich Erdgasfeld "Vučkovec".

## Fotos

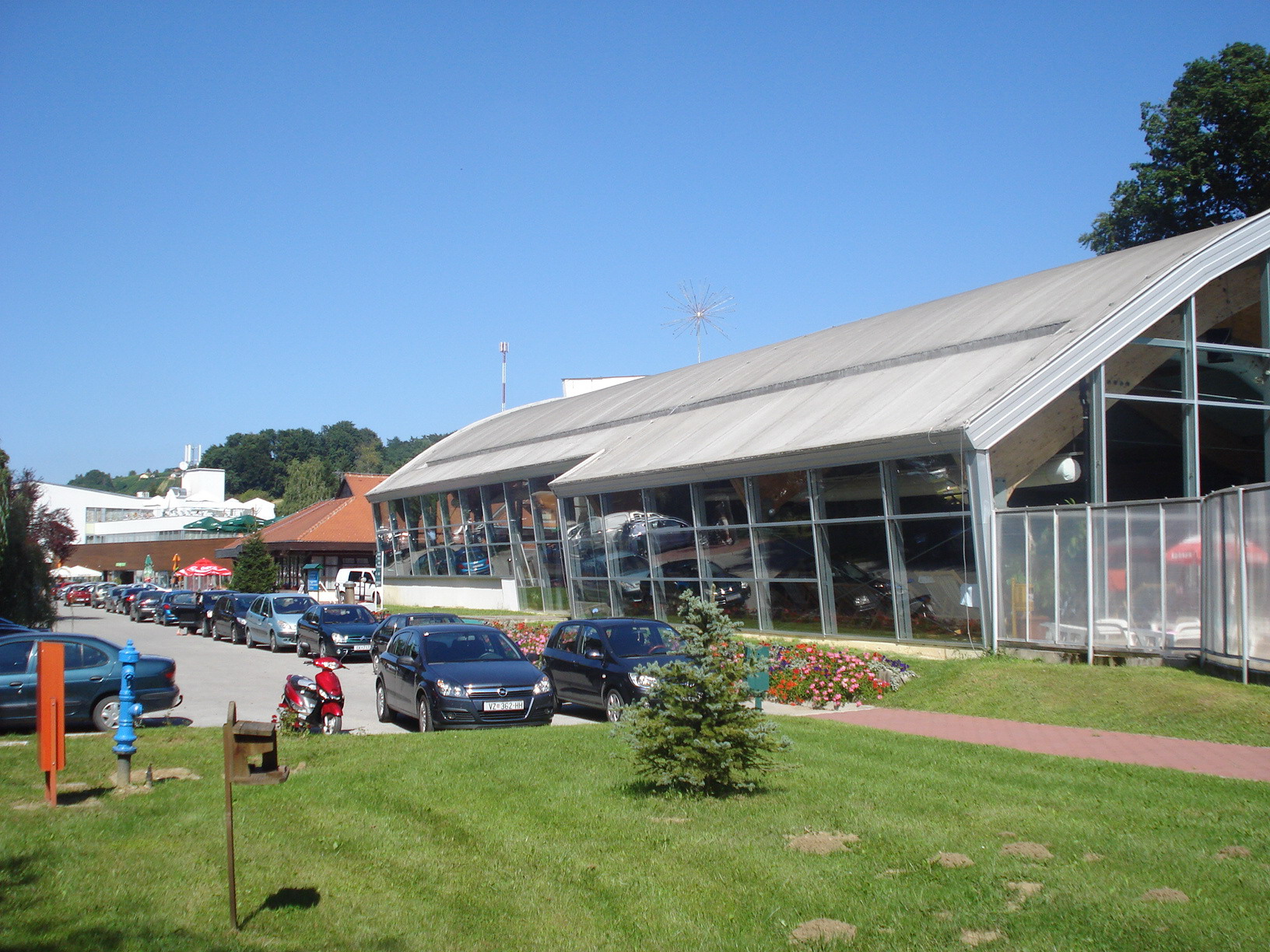
Eingang zum Thermalbad-Komplex
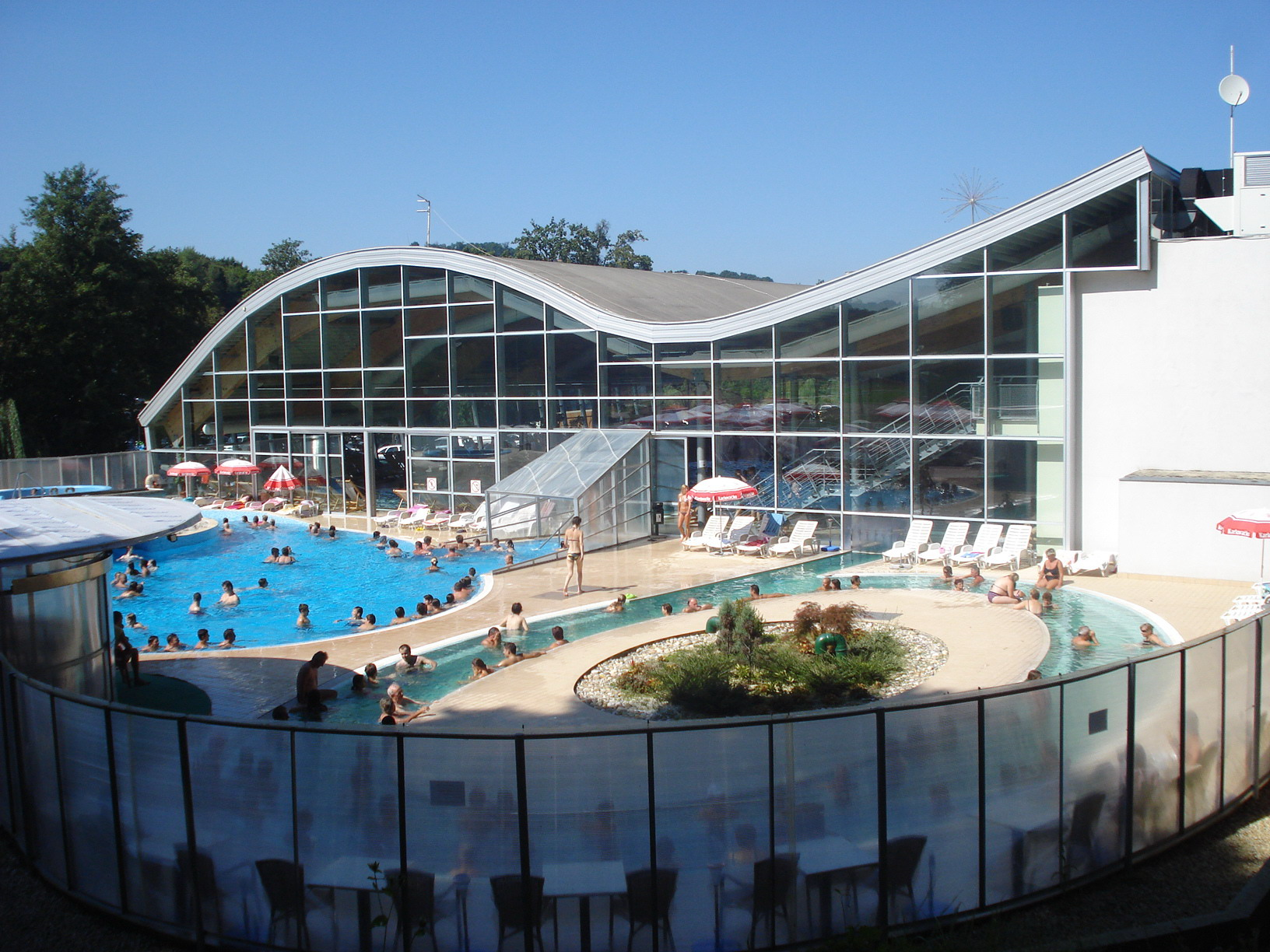
Badehalle
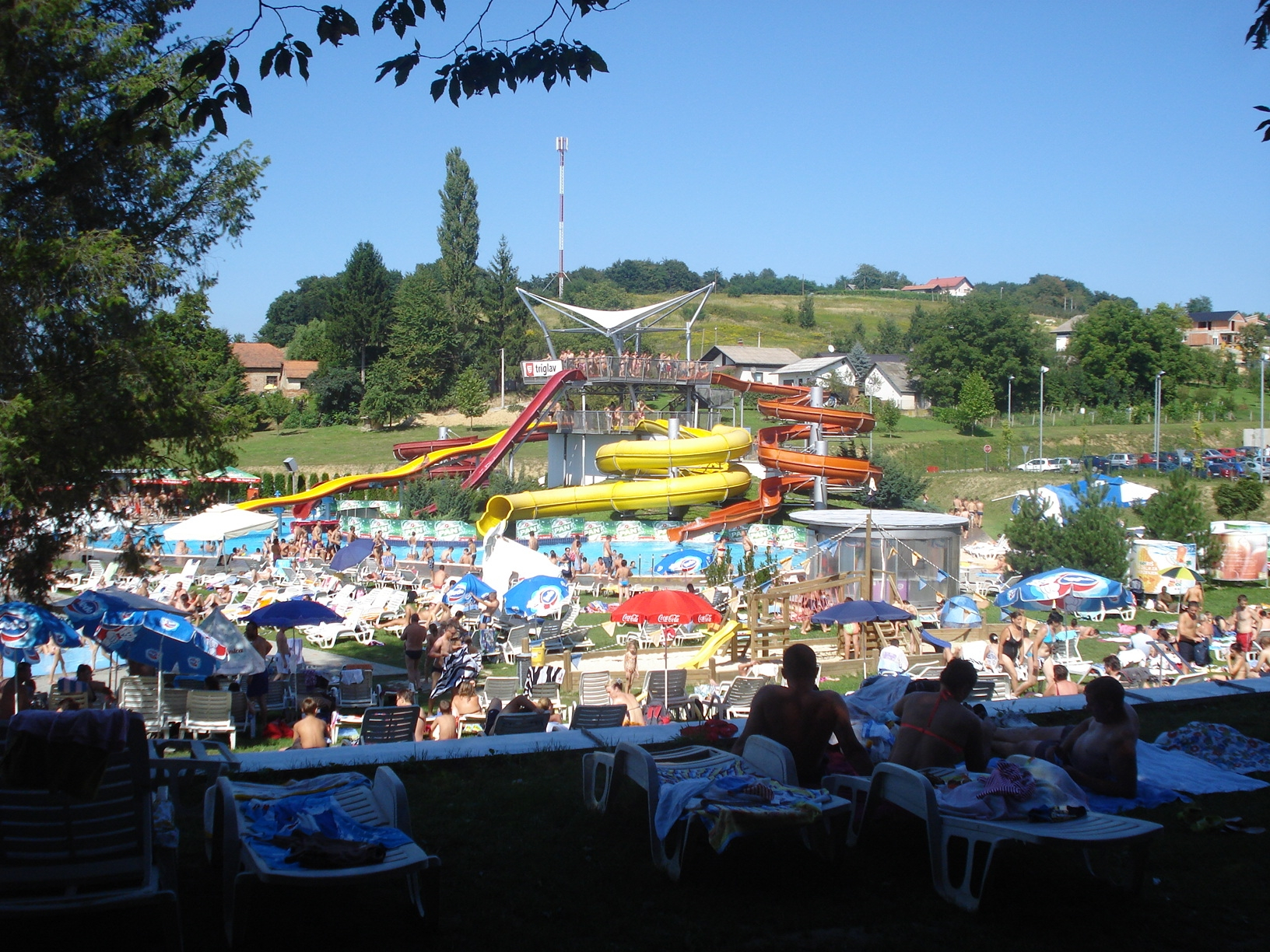
Wasserrutsche im östlichen Teil der Anlage
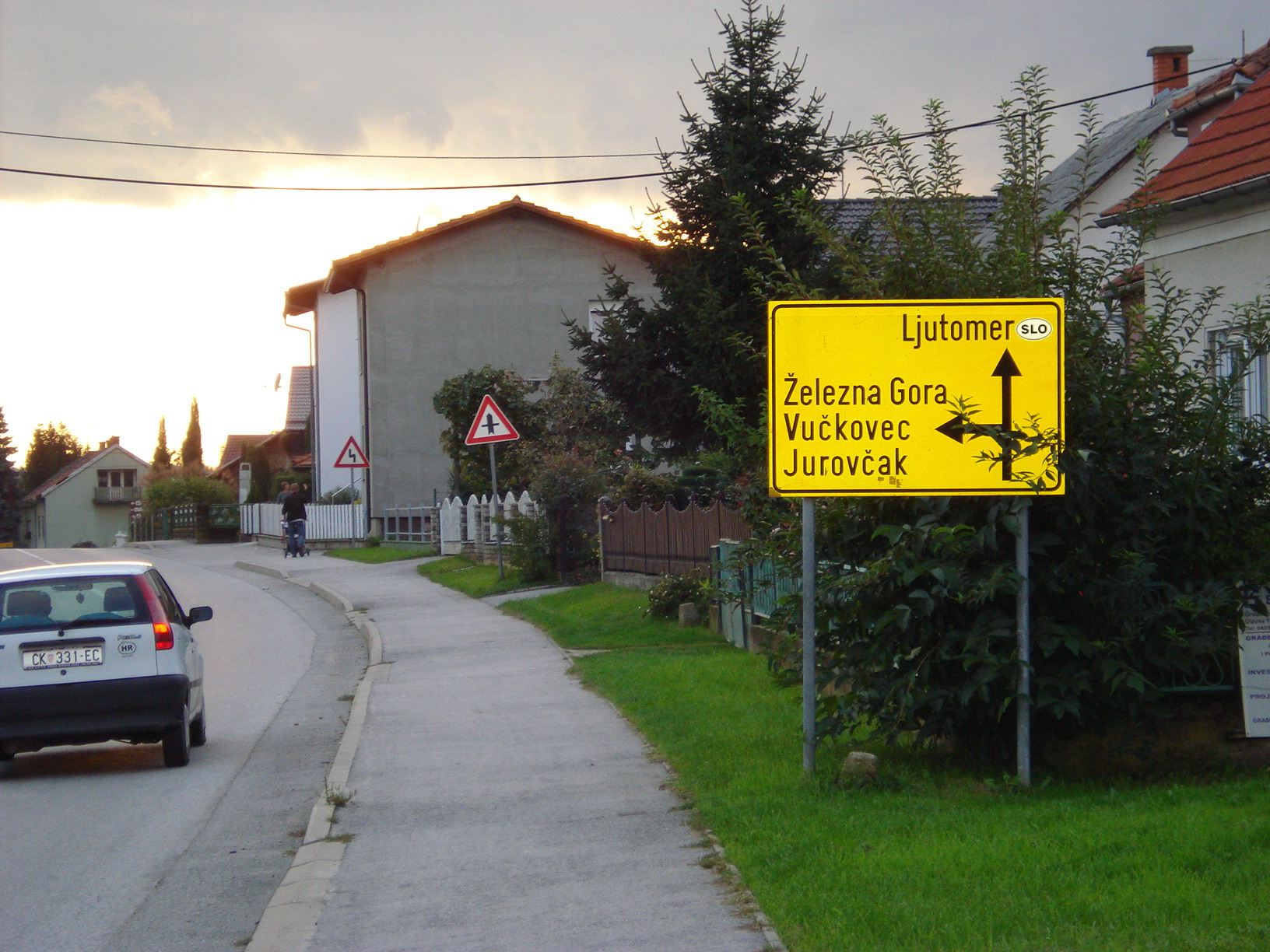
Wegweiser nach Vučkovec im Gemeindesitz Sveti Martin na Muri
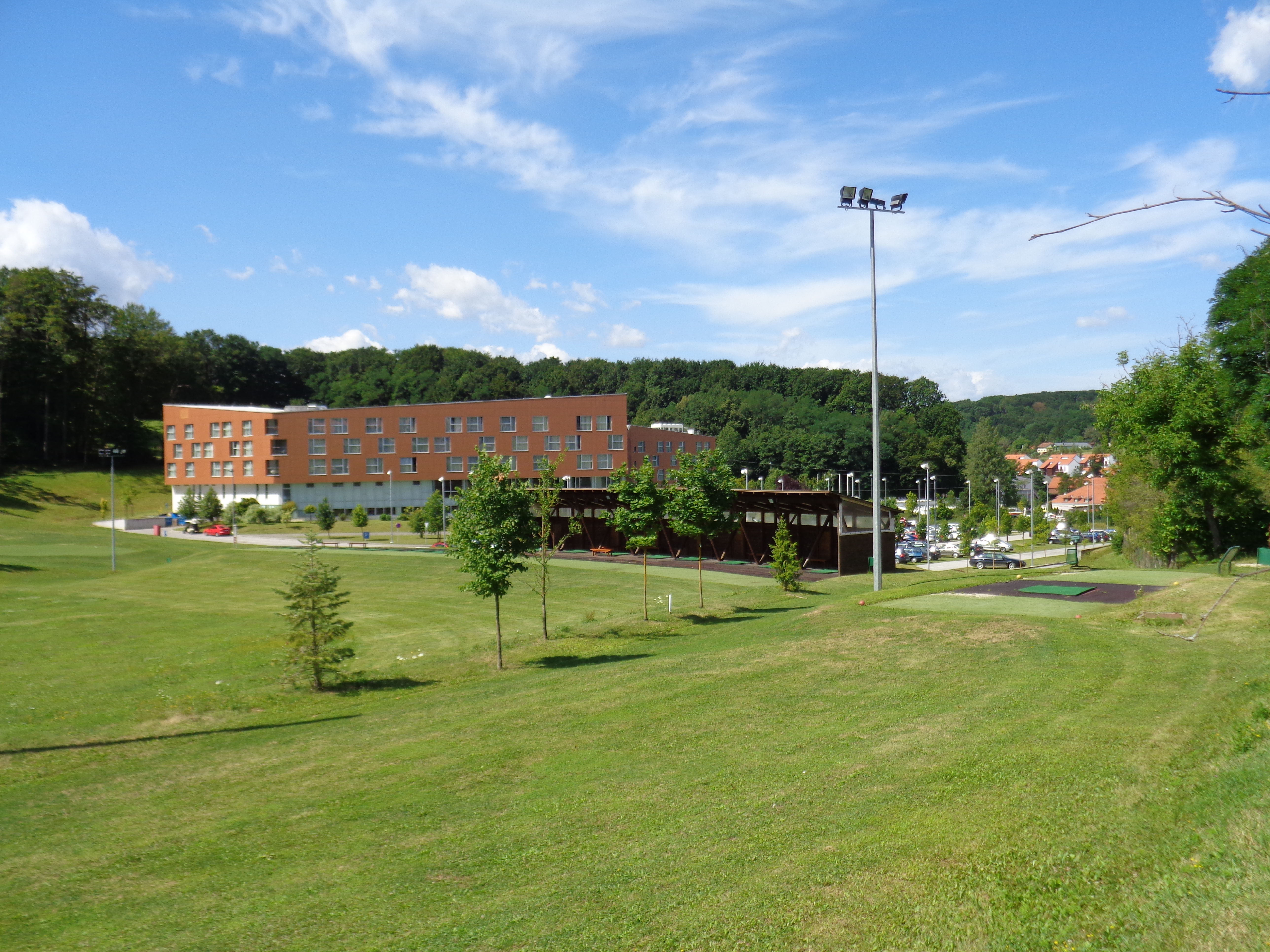
Das Viersterne-Hotel "Spa Golfer" mit Umgebung
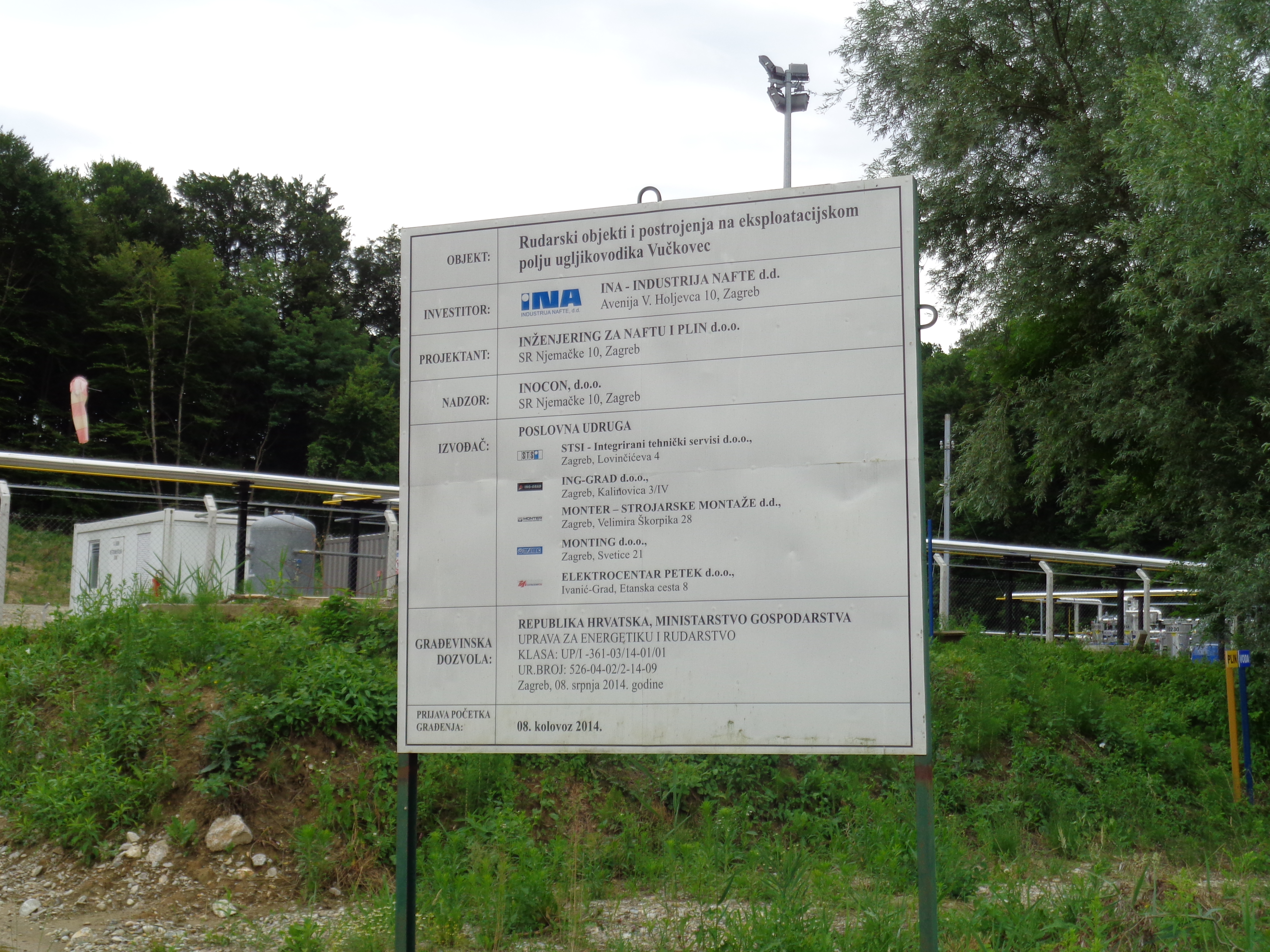
Erdgasfeld "Vučkovec"